# Ter Verdediging
Ter Verdediging (vertaling van Defending the Undefendable) is een boek van de Amerikaanse professor en econoom Walter Block waarin een lans wordt gebroken voor een reeks omstreden figuren en beroepen in onze samenleving, zoals prostituees, drugshandelaren, woekeraars, kapitalistische werkgevers, gierigaards, huisjesmelkers, corrupte agenten en straatvervuilers.

## Bronnen in het boek

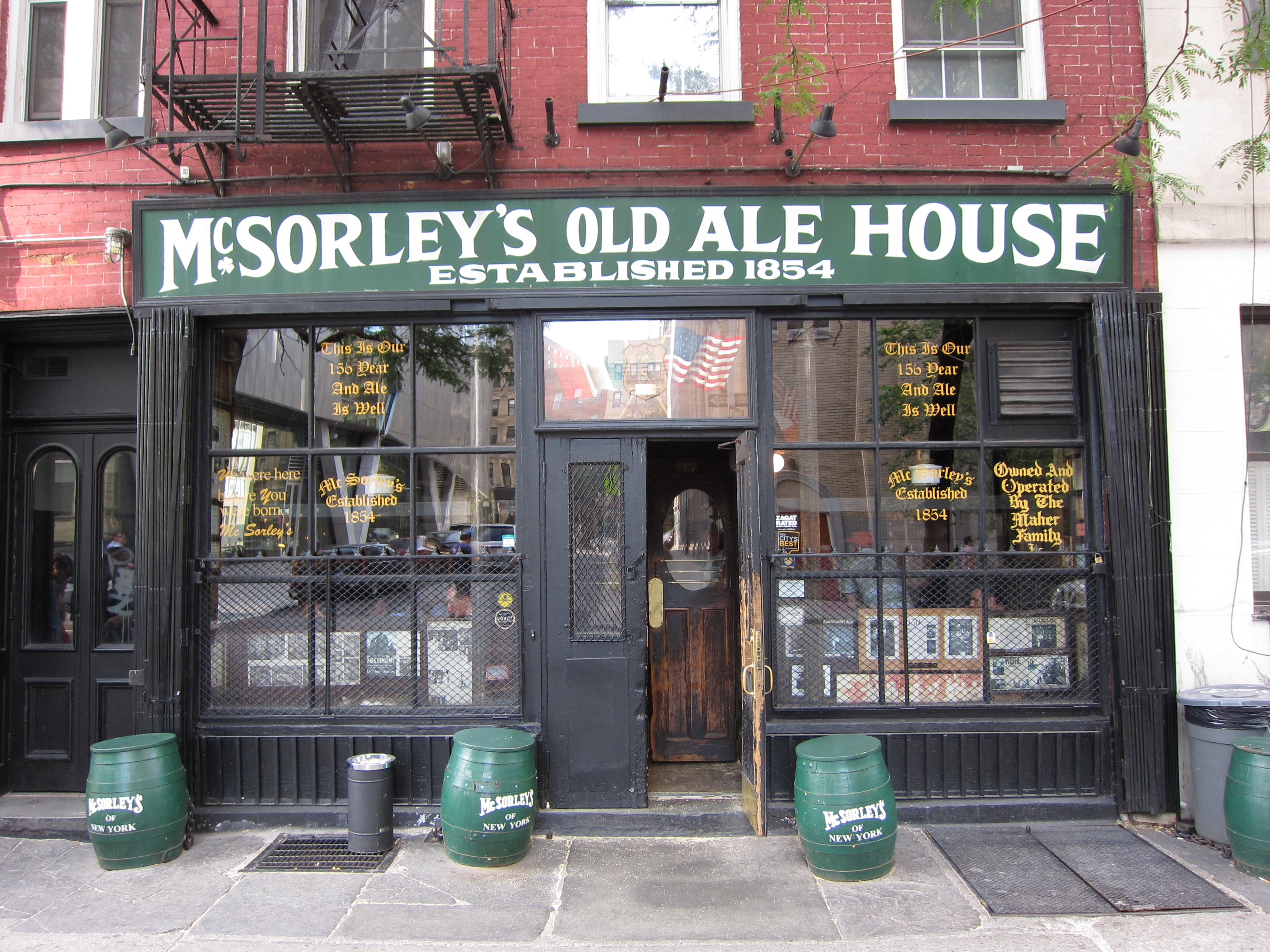
McSorley’s in New York

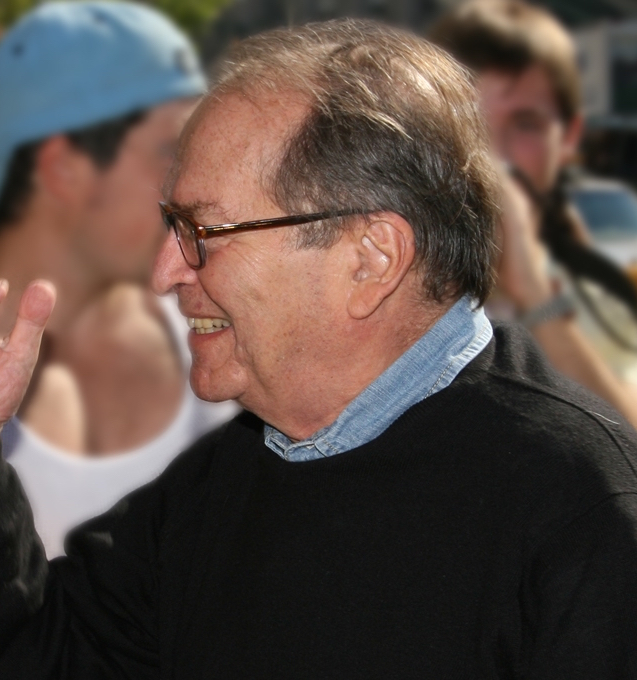
Sidney Lumet, bekritiseerd in Blocks boek.

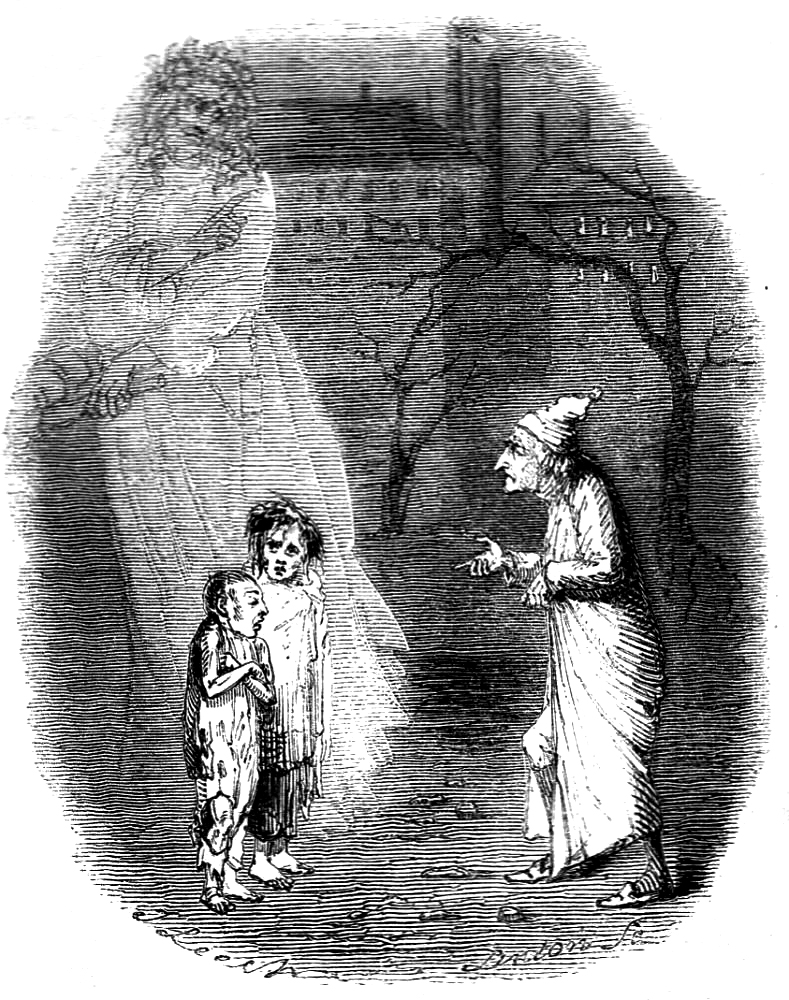
Ebenezer Scrooge, volgens Walter Block ook een held.

## Defending the Undefendable

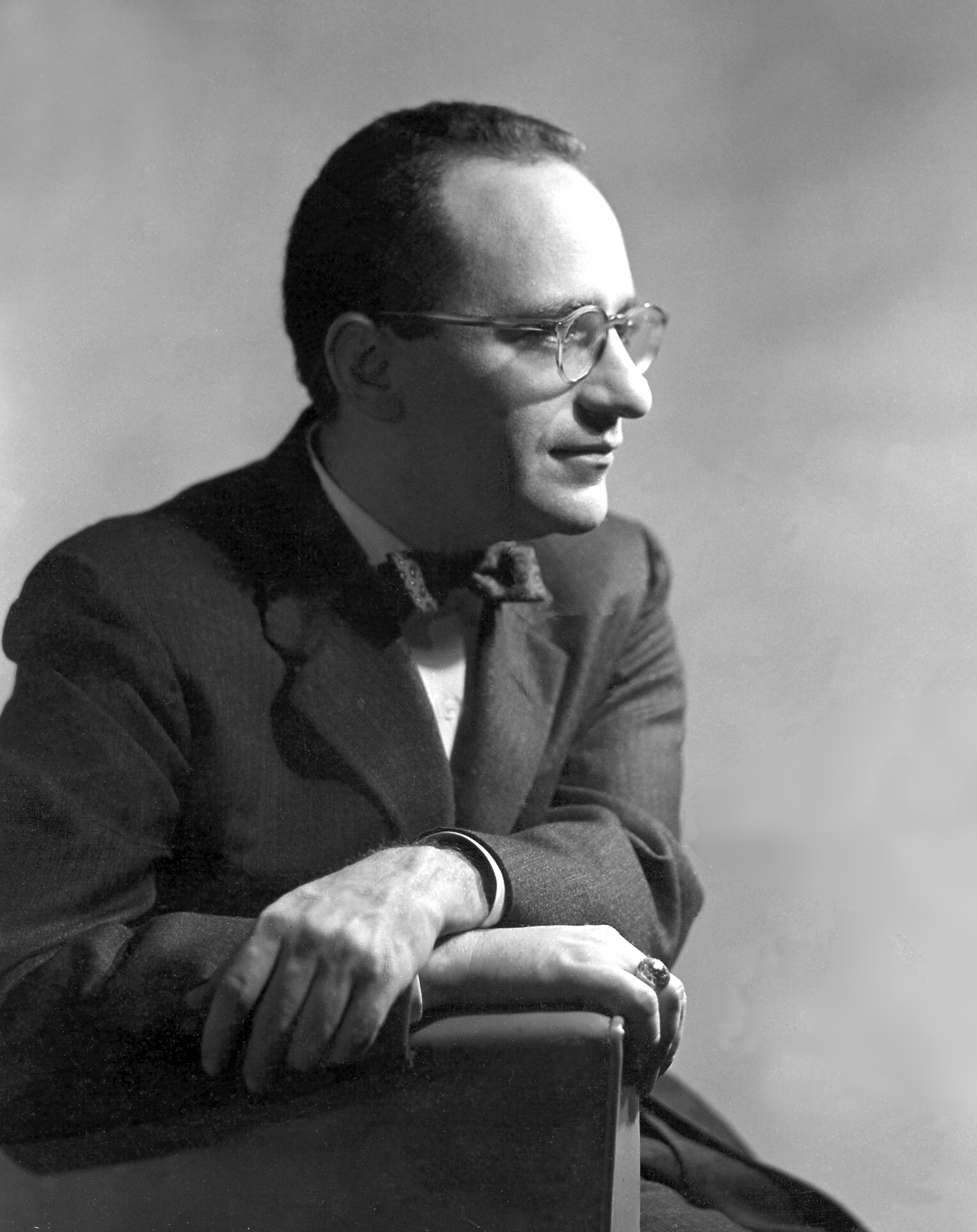
Murray Rothbard

Defending the Undefendable bestaat uit 32 korte hoofdstukken. Daarnaast bevat het boek een voorwoord van Murray Rothbard, een commentaar van Friedrich Hayek en een introductie door Walter Block zelf, waarin hij vertelt waarom hij het boek heeft geschreven en het libertarisme kort uitlegt.
Blocks verdediging van omstreden figuren en beroepen rust op drie pijlers:
(1) Deze mensen zijn geen geweldplegers en geweld is ook niet inherent aan hun bezigheden. Om precies te zijn: de hoofdpersonen initiëren geen geweld jegens non-agressors. Daarmee is hun gedrag consistent met de binnen het libertarisme aangehangen non-agressie filosofie en zijn zij in de ogen van Block (en libertariërs in het algemeen), onschuldig. Block geeft toe dat er weliswaar veel misstanden zijn in de sectoren die hij beschrijft, maar deze zijn daaraan niet inherent. Men kan zich voorstellen dat er geweldloze beoefenaars zijn van de betreffende beroepen en handelspraktijken.

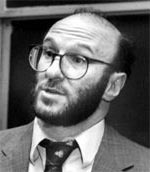
Walter Block, behorend tot de Oostenrijkse School in de economie.

(2) Zij bieden de samenleving voordeel. Zij dringen zich aan niemand op en leven van vrijwillige transacties van daarmee instemmende volwassen, die dankzij hen een optimale keuze kunnen maken. Elk figuur uit het boek biedt zijn eigen type voordeel, in de ogen van de afnemers van hun diensten.
(3) We doen onszelf tekort door deze mensen wettelijk te belemmeren en te vervolgen. Dit volgt uit punt twee. Het belemmeren van deze mensen is schadelijk, want dit onthoudt beide partijen een wederzijds voordelige keuzemogelijkheid. Blocks hoofdpersonen zijn geweldloos en zouden daarom niet vervolgd, belemmerd en belasterd moeten worden. Dat gebeurt toch en Block keert zich tegen dit onrecht. Ook heeft vervolging veel neveneffecten, waaronder prijsopdrijving van de producten en diensten in kwestie, de criminaliteit als gevolg daarvan (zoals bij veel drugsverslaafden), het ontstaan van georganiseerde misdaad, torenhoge politie- en justitiekosten en het verplaatsen van activiteiten naar de zelfkant van de samenleving, waar het gebruik van geweld vaker voorkomt, vooral in sectoren als drugs, prostitutie en woekerleningen, die daaraan hun slechte naam danken.

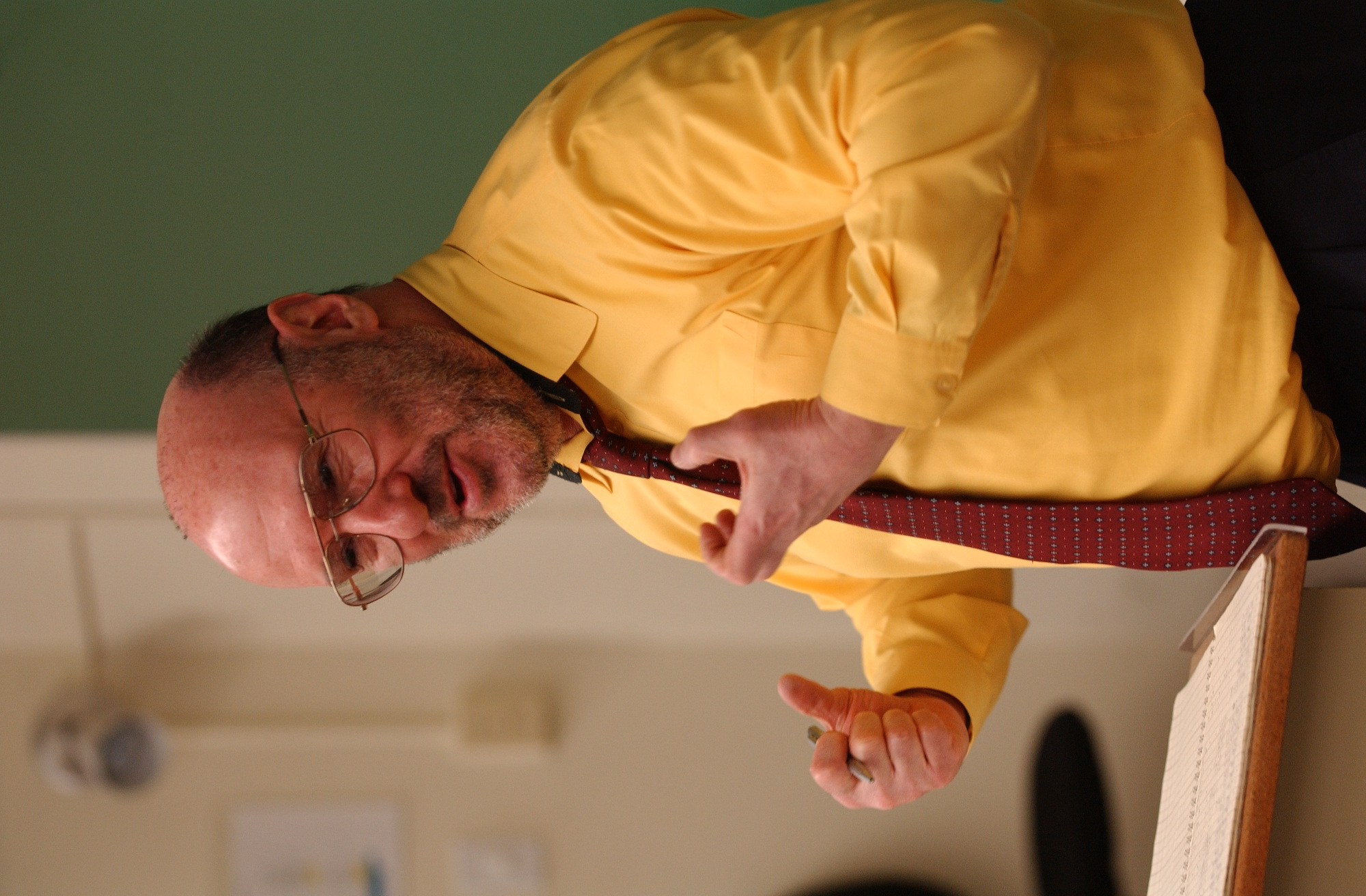
Recente foto van Walter Block

Walter Block verdedigt zijn hoofdpersonen dus op grond van het non-agressieprincipe, dat stelt dat het ongeoorloofd is om agressie te plegen tegen non-agressors. Dit is de basis van het libertarisme, dat Block aanhangt. Hij zegt in zijn introductie expliciet dat het libertarisme de drijfveer voor zijn boek is en Defending the Undefendable is dan ook bij uitstek een libertarisch boek.
Defending the Undefendable illustreert verder de werking van economie op micro-schaal. Murray Rothbard merkt in het voorwoord op dat de wetmatigheden van Adam Smith zelfs in de extreme gevallen als in Defending the Undefendable herkenbaar zijn en prijst zo de educatieve waarde van het boek, en het choquerende ervan. Friedrich Hayek waardeert in zijn commentaar het doorprikken van vooroordelen en economische misvattingen. Block betoogt ook dat de vrije markt het beste met zijn omstreden hoofdpersonen kan omgaan, zowel omdat overheidsingrijpen onrechtvaardig wordt geacht en averechts uitpakt, alsook doordat op de vrije markt deze mensen de minste schade kunnen aanrichten omdat er in hun behoeften of diensten kan worden voorzien. Walter Block noemt de hoofdpersonen uit zijn boek helden, omdat zij respect en aanzien uit de samenleving mislopen (die andere beroepsbeoefenaren wel krijgen), hun economische verdiensten worden miskend, zij de toorn van vrijwel iedereen over zich heen krijgen en last hebben van allerhande restricties en verboden vanuit het gezag. Toch blijven zij hun waardevolle (er is immers vraag naar) diensten leveren. Maar Block verklaart zijn figuren niet heilig; hij noemt ze niet moreel beter dan anderen, maar verdedigt ze louter op basis van hun geweldloosheid en verleent ze de genoemde heldenstatus omdat ze tegen alle protesten en belemmeringen in blijven voortgaan.
Block benadrukt in zijn introductie dat de markt geen moreel instituut is: er worden op de vrije markt producten en diensten aangeboden die mensen moreel maar ook immoreel kunnen vinden. Echter, immoraliteit alleen is voor Block geen basis voor de bestraffing van mensen. Niet de moraliteit van de handelingen staat centraal, maar de strijd voor de legaliteit ervan. Dat wil zeggen, het absolute recht om deze handelingen te mogen plegen. Hoe wenselijk het is dat zij deze rechten ook werkelijk gebruiken, is een andere discussie. Block verdedigt zijn hoofdpersonen evenzeer op een legalistische manier; zijn boek is geen aanmoediging de geformuleerde "rechten" of vrijheden in alle gevallen daadwerkelijk te benutten. Impliciet kan men uit de argumenten van Block en Rothbard afleiden dat zij het verbieden van de door hen verdedigde handelingen (dus het onthouden van rechten of vrijheid in deze), verwerpelijker vinden dan het gebruik van vrijheden, wanneer die eenmaal zijn erkend.

## Historie
Enkele hoofdstukken uit het latere Defending the Undefendable verschenen begin jaren zeventig al als artikel in het Amerikaanse blad The Libertarian Forum. De betreffende hoofdstukken in Defending the Undefendable zijn enigszins gewijzigd ten opzichte van die eerdere publicatie. De hoofdstuktitels in Libertarian Forum eindigden bijna alle op as hero. Deze toevoeging is in zowel het originele boek als de vertaling niet meegenomen, maar Block beargumenteert wel de heldhaftigheid van zijn hoofdpersonen.
Het plan om een boek als Defending the Undefendable te publiceren, duikt voor het eerst op in de editie van maart 1973. Blocks artikel Heroes And Scapegoats komt grotendeels overeen met zijn latere introductie in het boek zelf.

## Opinie
Defending the Undefendable riep en roept nog steeds reacties op, van absolute steun tot afgrijzen, ook binnen libertarische kringen. Ook in het Libertarian Forum ontstond discussie over Blocks artikelen.